# Torņakalns (stacja kolejowa)
Torņakalns – stacja kolejowa w Rydze, w dzielnicy Torņakalns, na Łotwie. Znajduje się na linii Ryga – Jełgawa. Od tej stacji rozpoczyna się linia kolejowa Torņakalns – Tukums.

## Historia
Stacja została otwarta w 1868 roku jako jedna z czterech oryginalnych stacji na tej linii kolejowej. 

## Linie kolejowe
- Ryga – Jełgawa
- Torņakalns – Tukums